# Renascença Portuguesa

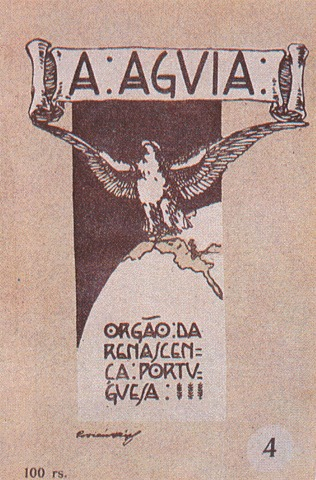
Portada del n.º 4 (1912) de A Águia, órgano de expresión de la Renascença Portuguesa.

La Renascença Portuguesa fue un movimiento cultural portugués surgido en 1912 en Oporto, que se mantuvo activo durante el primer cuarto del siglo XX. El movimiento contenía un elemento nacionalista, en el plano literario y filosófico, ligado al neo-garrettismo y a un sebastianismo cuasi mesiánico. Como agrupamiento de acción sociocultural, la Renascença Portuguesa desarrolló una notable actividad, con aspectos originales, y con el objetivo general de "dar un contenido renovador y fecundo a la revolución republicana" (en palabras de Jaime Cortesão). Tuvo como principal mentor, sobre todo hasta 1916, a Teixeira de Pascoaes, promotor del saudosismo; en una segunda fase, la figura más destacada fue la de Leonardo Coimbra. Su órgano de expresión era la revista A Águia, publicada en Oporto entre 1910 y 1932, así como el quincenario Vida Portuguesa.

## Contexto y objetivos del movimiento
Tras la Revolución del 5 de octubre de 1910, los intelectuales que se posicionaron a favor del nuevo régimen intentaron darle un contenido a través de la acción cultural, contribuyendo así a la reconstrucción de la sociedad portuguesa, desmoralizada por la decadencia que, creían, había traído la monarquía constitucional anterior. En este contexto de "regeneración" surgieron diversos movimientos socioculturales, entre ellos la Renascença Portuguesa, que intentaban solucionar los graves problemas que la instauración de la República no conseguía arreglar en las áreas educativa, social, económica y religiosa.
Las bases para la fundación del movimiento fueron establecidas en las reuniones celebradas en Coímbra el 27 de agosto de 1911 y en Lisboa el 17 de septiembre de 1911, lideradas por Jaime Zuzarte Cortesão, Teixeira de Pascoaes, Leonardo Coimbra y Álvaro Pinto. El grupo estaba formado principalmente por el núcleo de intelectuales que, tras la Revolución, habían comenzado a publicar la revista A Águia, escogiendo para la publicación de su primer número la fecha simbólica del 1 de diciembre, "Día de la Restauración". Los estatutos de la asociación fueron publicados en el primer número, del 31 de octubre de 1912, de Vida Portuguesa, periódico que se autodefinía como "quincenario de investigación de la vida portuguesa" y que en aquel entonces dirigía Jaime Cortesão.
El propósito del movimiento, en palabras de Jaime Cortesão, era "dar un contenido renovador y fecundo a la revolución republicana". Para ello, la asociación se proponía "promover una mayor cultura del pueblo portugués, por medio de la conferencia, del manifiesto, de la revista, del libro, de la biblioteca, de la escuela, lo que implicaba revelar "el alma lusitana, e integrarla en sus cualidades esenciales y originarias".
Asumida a partir de 1912 la publicación de A Águia, el movimiento hizo de esta revista el catalizador de sectores significativos de la actividad intelectual portuguesa, congregando en torno a ella a escritores y artistas de diversos sectores ideológicos, aunque mayoritariamente republicanos, preocupados por el rumbo que estaba tomando el nuevo régimen debido al jacobinismo dominante, en contradicción flagrante con el programa descentralizador del Partido Republicano Portugués y con las ideas por él defendidas antes de la revolución.
Animados por un gran entusiasmo patriótico, los dirigentes renascentistas trazaron un ambicioso plan de actividades, constituyendo en junio de 1912 cuatro comisiones encargadas, respectivamente, del estudio de las vertientes religiosa, educativa, social y económica de los problemas con los que se enfrentaba la sociedad portuguesa. En torno a estas comisiones se situaban poetas, pensadores, historiadores, economistas, sociólogos y pedagogos, casi todos reclutados entre los intelectuales más activos y prestigiosos de su generación. También se organizaron series de conferencias en una Universidade Popular, dinamizando el medio cultural de Oporto y preparando la creación, en esta misma ciudad, de una Facultad de Letras, proyecto apadrinado por Leonardo Coimbra, uno de los socios del movimiento que llegó a ocupar el cargo de Ministro de Instrucción Pública de la República. 
Aunque congregase a personalidades y tendencias diversas, el movimiento renascentista tenía un claro ideario nacionalista y mesiánico, profundamente radicado en la línea del Sebastianismo portugués: se procuraba la "regeneración nacional", pero a partir de las raíces nacionales del pasado. A pesar de la diversidad de estilos y de ideologías, la Renascença Portuguesa consiguió imponer una "nueva filosofía", caracterizada por dos elementos fundamentales: la visión de la vida como movimiento constante en que las transformaciones no podían ser limitadas por ningún tipo de preconcepto; y la idea de que la transformación del mundo debía comenzar por una crítica de todo tipo de preconceptos, revalorizando el papel de los intelectuales porque estos tenían como objeto transformar los pensamientos en acciones. Consecuentemente con estos principios, la Renascença Portuguesa desarrolló una estética caracterizada por una especie de neo-romanticismo, en la que la creación debía ser intuitiva, privilegiando los temas históricos o populares y una visión mística y animista de la naturaleza. Esta visión de la naturaleza era transfigurada en la literatura y el arte mediante el bucolismo, el folclorismo y el sentimentalismo, como formas de reencontrar el "alma nacional" perdida. De la combinación de estos factores surge, impulsado sobre todo por Teixeira de Pascoaes, el "saudosismo" como movimiento literario, esencialmente poético, atribuyendo a la saudade amplas dimensiones y profundo significado, y enarbolándola incluso como princípio de un resurgimento patrio. 

## Resultados y fin del movimiento
Con sede en Oporto y núcleos en Coímbra y Lisboa, la Renascença Portuguesa se afirmó como un movimiento nacional, manteniendo A Águia como su órgano principal entre 1912 y 1932, año en que dejó de publicarse. Esta revista, junto con el quincenario A Vida Portuguesa, son una muestra de la intensa actividad editorial del movimiento: en 1918, se habían publicado ya 120 volúmenes, sobre literatura, arte, ciencia, filosofía y crítica social. Entre los autores editados se contaba Carlos Parreira, vizconde de Vila-Moura, el propio Teixeira de Pascoaes, Mário Beirão, António Sérgio o Ezequiel de Campos. A partir de 1928, la revista Portucale prosiguió el espíritu de A Águia.
El espíritu ecléctico del movimiento, demostrado por la diversidad de estilos y opiniones, dio paulatinamente paso a la aparición de disensiones externas a partir de 1912, que llevaron entre otras cosas a la salida de Fernando Pessoa y de Mário de Sá Carneiro, insatisfechos con el saudosismo, y que fundaron como alternativa la revista Orpheu. En los años siguientes se desligaron del movimiento también António Sérgio, que se oponía al lusitanismo tradicionalista de Teixeira de Pascoaes, y Jaime Cortesão y Raul Proença, atentos a las modernas corrientes de pensamento europeo que no consideraban compatibles con el idealismo poético, el tradicionalismo o el ruralismo de Teixeira de Pascoaes. Este grupo dio después origen de la revista Seara Nova.
Como resultado de estas disidencias, y de la profundización de la decadencia de la Primera República Portuguesa, a partir de 1918, la Renascença Portuguesa entra en crisis. La presencia de un grupo de intelectuales que se mantuvieron aún en el proyecto permitió su supervivencia, peor ya sin el impulso ni el fulgor inicial. La propia revista A Águia, cuya edición se prolonga hasta 1932, entra en decadencia, sustituida parcialmente por Portucale, iniciada en 1928, que continúa el esfuerzo de autodefinición nacionalista del grupo. Poco a poco, la actividad editorial fue disminuyendo a medida que avanza la década de los años 1920.
La combinación de esta crisis interna con la actividad represiva de la dictadura salazarista tras el Golpe de Estado del 28 de mayo de 1926, que llevó al exilio a algunos de los máximos exponentes de este movimiento, supuso el fin de la Renascença Portuguesa. En 1932 la revista A Águia dejó de publicar, y en los años siguientes el movimiento se extinguió. A pesar de haber durado apenas dos décadas, la Renascença Portuguesa dejó un importantísimo legado intelectual en sus publicaciones y ediciones el cual influye claramente en el desarrollo cultural y político de Portugal durante todo el siglo XX.